# IC 181
IC 181 ist eine linsenförmige Galaxie vom Hubble-Typ S0 im Sternbild Widder auf der Ekliptik. Sie ist schätzungsweise 335 Millionen Lichtjahre von der Milchstraße entfernt und hat einen Durchmesser von etwa 50.000 Lj.
Entdeckt wurde das Objekt am 15. Dezember 1892 vom französischen Astronomen Stéphane Javelle.